# Cerejeiras
Cerejeiras is een gemeente in de Braziliaanse deelstaat Rondônia. De gemeente telt 16.622 inwoners (schatting 2009).